# Пары (фильм)
«Па́ры» (итал. Le coppie) — итальянский сборник из трёх комедийных новелл режиссёров Марио Моничелли, Альберто Сорди и Витторио Де Сика. Премьера фильма состоялась 23 декабря 1970 г.

## Сюжет
Три новеллы рассказывают о семейной жизни некоторых супружеских пар.

### Холодильник (итал.Il frigorifero)
Чета двух бедных рабочих-эмигрантов хочет купить холодильник — обязательный в 70-х годах атрибут благополучия. Но денег на покупку не хватает и, чтобы заработать ещё немного, они решаются на отчаянный шаг — проституцию. Однако жена не слишком огорчена такой перспективой.

#### В ролях
- Моника Витти — Адель
- Энцо Янначчи — Гавино

#### Создатели
- Режиссёр: Марио Моничелли
- Оператор: Карло Ди Пальма
- Композитор: Энцо Янначчи
- Монтажёр: Руджеро Мастроянни

### Комната / Камера (итал.La camera)
Чтобы отметить десятую годовщину свадьбы, пара решает провести небольшие каникулы в одном из фешенебельных отелей Сардинии. Но попасть в мир богатства, роскоши и важных персон не так-то просто и остаток романтического приключения им приходится провести в тюрьме.

#### В ролях
- Альберто Сорди — Джиачинто Колонна
- Розанна Ди Лоренцо — Эрминия Колонна

#### Создатели
- Режиссёр: Альберто Сорди
- Оператор: Санте Акилли
- Композитор: Пьеро Пиччони
- Монтажёр: Франко Фратичелли

### Лев (итал.Il leone)
Двое прелюбодеев, Антонио и Джулия, не могут вернуться домой из-за того, что на выходе из места их встречи расположился лев. Ситуация достигает критического предела и двое любовников проявляют свою сущность.

#### В ролях
- Альберто Сорди — Антонио
- Моника Витти — Джулия

#### Создатели
- Режиссёр: Витторио Де Сика
- Оператор: Эннио Гуарньери
- Композитор: Мануэль Де Сика
- Монтажёр: Адриана Новелли

## Номинации
1971 — Итальянская ассоциация кинокритиков: номинация на «Серебряную ленту» за лучшую женскую роль второго плана — Розанна Ди Лоренцо.